# Apple Newton

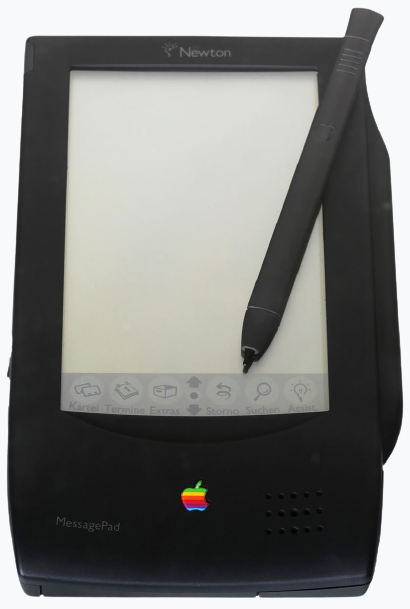
Apple Newton MP100

Newton è la famiglia di computer palmari prodotta da Apple. Nell'estate del 1993 Apple presentò il primo modello di palmare, il Newton Message Pad (OMP). Questo prodotto, antesignano precursore di iPhone, fu uno dei primi tra i computer palmari per come vengono definiti ad oggi.

## Descrizione
Al tempo dell'uscita del primo Newton Message Pad, Apple s'introdusse nel nuovo mercato dei computer palmari, con un prodotto dalle funzionalità innovative per l'epoca, infatti dal punto di vista software era caratterizzato dal riconoscimento della scrittura a quello vocale, dalla navigazione in internet agli applicativi base.
Il Newton fu equipaggiato, nella sua versione di "punta" (ultimo modello prodotto), con processore RISC di ARM denominato StrongArm RISC a 166 MHz, con sistema in ROM da 8 MB, memoria RAM da 8 MB, fornito di touchscreen da 5" (480×320 a 16 bit) resistivo (via stilo), audio con output stereo a 16 bit e input mono, video 480×320 a 16 bit, porta seriale, PCMCIA (cardbus) e connettività ad infrarossi.

## Storia

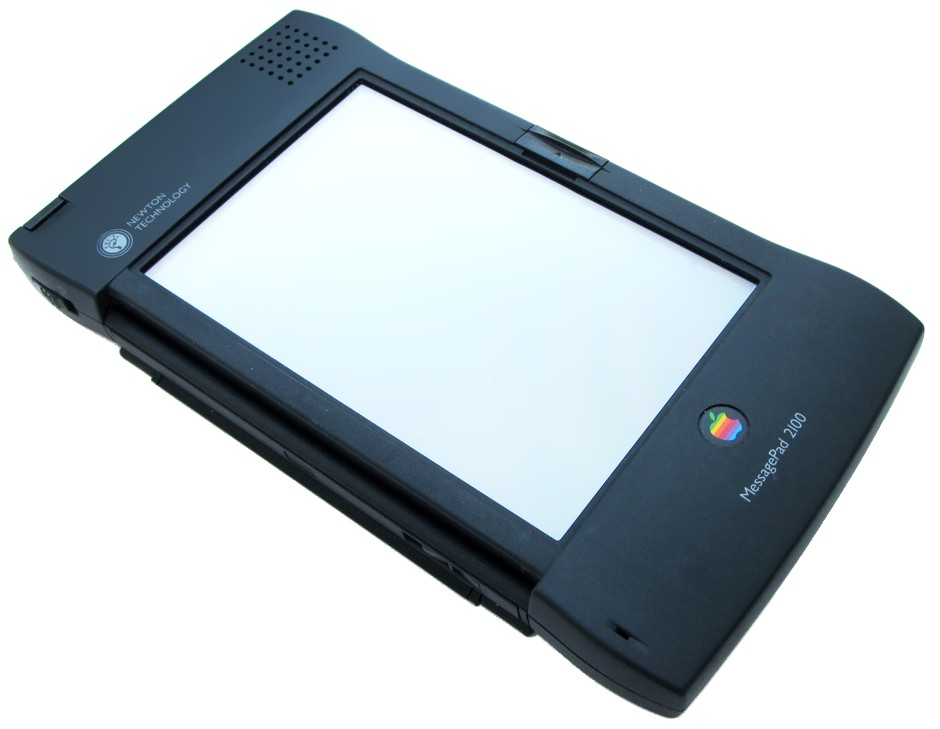
Apple Newton MP 2100 (ultimo modello prodotto)

L'accoglienza della stampa fu buona, il Newton prometteva la facilità d'uso combinata con un sistema di riconoscimento della scrittura e persino riconoscimento vocale (anche se solo in inglese e solo per alcuni modelli).
Era uno strumento avanzato e dotato di una serie programmi che gli permettevano di integrarsi con Classic Mac OS.
Fu venduto con un prezzo tra 799 e 999 dollari, quindi non economico, ma essendo stato progettato per i manager non aveva nemmeno un costo proibitivo. Una pecca del Newton era il riconoscimento della scrittura: nonostante la casa produttrice lo pubblicizzasse come facile da usare, invero era difficile. Inoltre l'utente non era mai sicuro di diventare padrone del suo uso. Sebbene le serie successive del Newton migliorassero notevolmente il sistema di riconoscimento della scrittura, la cattiva nomea che si era fatto agli esordi lo seguì fino alla fine del ciclo di produzione. Apple realizzò nel corso degli anni otto modelli diversi della serie Newton, ma nessuno di essi riuscì mai a sfondare, anzi molti di questi riportarono ingenti perdite.
La tecnologia Newton venne concessa anche in licenza a sviluppatori terzi, che la utilizzarono per fare dispositivi "intelligenti", come telefoni cellulari evoluti. Il progetto Newton costava troppo e non sembrava in grado nel breve periodo di ripagarsi, Apple cercò dunque di vendere il progetto alla 3Com che, con la divisione Palm, cercava di realizzare un prodotto simile al Newton, ma questa rifiutò.
Dopo 5 anni e più di 500 milioni di dollari spesi in ricerca, Apple decise di eliminare il progetto Newton e di sciogliere la divisione che se ne occupava.
Nonostante la fine del progetto, il Newton continuò ad avere un certo seguito e tuttora esistono dei gruppi che si occupano di portare avanti lo sviluppo di applicazioni per il Newton.

## Modelli prodotti

### Linea con processore ARM 610
Con questo processore vennero prodotti 5 diversi modelli, di cui il primo è il Newton Message Pad (Original Newton MessagePad), seguito dal "Newton Message Pad 100", corrispondente al modello originale dotato di nuove ROM, che gestivano oltre alla lingua inglese anche tedesco e francese, erano dotate di una nuova versione del software di riconoscimento della scrittura che la rendeva più semplice e accurata; nello stesso periodo venne prodotto anche il modello "Newton Message Pad 110", dotato di una nuova serie di ROM e di una nuova forma, inoltre risulta più pesante (45 grammi) per via delle nuove batterie (AA al posto delle AAA), che ne innalzano l'autonomia. Il palmare è stato dotato anche di una maggior quantità di RAM in modo da poter eseguire un maggior numero di programmi contemporaneamente.
A seguire venne introdotto il "Newton MessagePad 120", che è dotato di una quantità maggiore di memoria RAM e di una nuova versione del sistema operativo, mentre il case viene leggermente ridotto di spessore passando da 31 millimetri a 29 millimetri; per ultimo venne prodotto il "Newton MessagePad 130", dotato di una maggior memoria RAM ed è inoltre il primo palmare Apple dotato della retroilluminazione per una miglior visibilità del testo anche se l'attivazione della retroilluminazione riduce drasticamente la durata della batterie. Esteticamente è identico al precedente modello, difatti esistono versioni del MessagePad 120 con lo stesso sistema operativo del MessagePad 130 che si differenziano da questo solo per l'assenza della retroilluminazione.
| Modello | commercializzazione                | ROM      | RAM                            | Display                       | Batterie | Opzionale         | Sistema operativo            | Peso kg           | Dimensioni (A x L x P) cm |
| Newton Message Pad (OMP) | dal 3 agosto 1993 al 4 marzo 1994  | 4 MB     | 640 kB                         | 336×240 (B&W)                 | 4 AAA    |                   | Newton OS 1.0/1.05/1.10/1.11 | 0,41              | 18,42 x 11,43 x 1,91      |
| Newton Message Pad 100 | dal 4 marzo 1994 al 1º aprile 1995 | 4 MB     | 640 kB                         | 336×240 (B&W)                 | 4 AAA    | Newton OS 1.2/1.3 |                              | 0,41              | 18,42 x 11,43 x 1,91      |
| Newton Message Pad 110 | dal 4 marzo 1994 al 1º aprile 1995 | 4 MB     | 1 MB                           | 336×240 (B&W)                 | 4 AA     | Newton OS 1.3     | 0,45                         | 20,32 x 10,16 x 3 |                           |
| Newton Message Pad 120 | dal ottobre 1994 al giugno 1996    | 4 o 8 MB | 687 kB + 512 kB o 1,5 MB flash | 336×240 (B&W)                 | 4 AA     | modem             | 0,45                         | Newton OS 1.3/2.0 | 20,3 x 10,2 x 2,9         |
| Newton Message Pad 130 | dal marzo 1996 al aprile 1997      | 8 MB     | 1,2 MB + 1,5 MB flash          | 336×240 (B&W) retroilluminato | 4 AA     | modem             | 0,45                         | Newton OS 2.0     | 20,3 x 10,2 x 3,2         |
| Questi modelli basati sul processore ARM 610 a 20 MHz hanno in comune: - Slot esterno PCMCIA II - Porte RS422, LocalTalk & SHARP ASK Infrared |                                    |          |                                |                               |          |                   |                              |                   |                           |
| Fonti: |                                    |          |                                |                               |          |                   |                              |                   |                           |

### Linea con processore ARM 710a

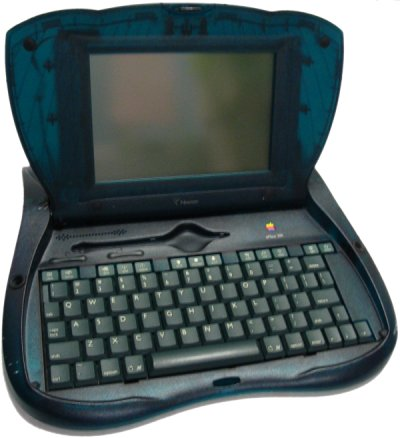
eMate 300

Con questo processore venne prodotto solo l'eMate 300, un antesignano dei moderni subnotebook, l'unico modello della Newton dotato di tastiera.
Il computer era destinato ad un utilizzo scolastico infatti inizialmente fu venduto esclusivamente attraverso i canali scolastici. Il palmare si caratterizzava per le sue dimensioni generose e il suo peso elevato che lo rendevano più simile a un notebook che a un palmare sebbene, fosse dotato del sistema operativo Newton.
L'eMate come hardware è costituito da un processore da 25 MHz con una cache da 8 kb, bus da 32 bit, ROM da 8 MB, RAM 3 MB (1 MB DRAM 2 MB Flash), porta esterna PCMCIA Tipo I/II/III, uno schermo LCD retroilluminato 480×320 a 16 bit (scala di grigi) montato in orizzontale a differenza del Newton originale, uscita e ingresso audio, 2 porte seriali e la possibilità di applicare un modem, mentre dal punto di vista software, si ha la versione 2.1 del sistema operativo Newton, fisicamente il dispositivo chiuso ha uno spessore di 5,3 cm, larghezza 29 cm e profondità 30,5 cm.

### Linea con processore StrongARM 110
Questa linea, avviata con il Newton MessagePad 2000 rappresenta una radicale evoluzione dei precedenti palmari prodotti da Apple, difatti rispetto ai precedenti modelli è dotato di un processore molto più veloce, di maggior memoria (ROM da 8 MB) e di uno schermo più grande, definito e con un maggior numero di toni. Il palmare era dotato anche di programmi per la navigazione su internet, per la gestione della posta e degli appuntamenti, inoltre era in grado di memorizzare delle note audio.
Successivamente venne prodotta una seconda versione il "Newton MessagePad 2100" ed ultimo modello prodotto da Apple che visto gli scarsi risultati commerciali decise di cancellare l'intera linea. Il palmare era una versione migliorata del precedente "Newton MessagePad 2000" difatti rispetto al precedente modello disponeva di una maggior quantità di memoria RAM e di una porta ethernet.
| Modello | commercializzazione                | ROM  | RAM                   | Display                               | Porte                       | Opzionale | Peso kg | Dimensioni (A x L x P) cm |
| Newton Message Pad 2000 | dal marzo 1997 al febbraio 1998    | 8 MB | 1 MB DRAM, 4 MB Flash | LCD 4.9"×3.3" 480×320 px 16 bit (B&W) | RS422, Infrarossi           | modem     | 0,64    | 21 x 12 x 2,8             |
| Newton Message Pad 2100 | dal novembre 1997 al febbraio 1998 | 8 MB | 4 MB DRAM, 4 MB Flash | LCD 4.9"×3.3" 480×320 px 16 bit (B&W) | RS422, Infrarossi, Ethernet | modem     | 0,64    | 21 x 12 x 2,8             |
| Questi modelli basati sul processore StrongARM 110 a 167 MHz hanno in comune: - 2 Slot esterni PCMCIA II - 4 batterie AA - Newton OS 2.1 |                                    |      |                       |                                       |                             |           |         |                           |
| Fonti: |                                    |      |                       |                                       |                             |           |         |                           |